# Georg Pischitz
Georg Pischitz (* 24. April 1861 in Hundsheim, Niederösterreich; † 15. Mai 1940 in Linz, Oberösterreich) war ein österreichischer Politiker (CSP).

## Leben
Georg Pischitz schlug nach Besuch der Volks- und Handelsschule zunächst eine militärische Laufbahn ein und war so von 1881 bis 1895 Rechnungsunteroffizier beim Train-Regiment I in Linz. 1895 wurde er Bediensteter der k.k. Staatsbahnen. Im Jahr 1919 erfolgte die Ernennung zum Offizial. Im Jahr 1902 zählte Pischitz zu einem der Gründungsmitglieder des Verkehrsverbunds christlicher Eisenbahner, der ersten christlichsozialen Gewerkschaftsbewegung in Oberösterreich.
1909 zog Pischitz als Abgeordneter in den Oberösterreichischen Landtag ein, von 1918 bis 1919 war er zudem kurzzeitig Mitglied des Gemeinderats von Linz.
Im März 1919 wurde er Mitglied der Konstituierenden Nationalversammlung Deutschösterreichs und im November 1920 Abgeordneter zum Nationalrat. Nach seinem Ausscheiden aus dem Parlament, im November 1923, wurde er 1924 zum Bürgermeister von Grünau im Almtal gewählt. Er war in dieser Funktion bis 1929 tätig.